# روجر إل. غرين
روجر إل. غرين (بالإنجليزية: Roger L. Green)‏ هو سياسي أمريكي، ولد في 23 يونيو 1949. حزبياً، نشط في الحزب الديمقراطي. وقد انتخب عضو جمعية ولاية نيويورك.